# Droga śmierci
Droga śmierci (tytuł oryg. Dead End) – film fabularny (horror, czarna komedia) powstały w koprodukcji francusko-amerykańskiej w 2003 roku.
Światowa premiera filmu odbyła się 30 stycznia 2003 r. podczas Gerardmer Film Festival we Francji.

## Zarys fabuły
Na leśnej drodze, którą pewna rodzina podąża na święta Bożego Narodzenia, dochodzi do tajemniczych zjawisk.

## Obsada
- Ray Wise jako Frank Harrington
- Mick Cain jako Richard Harrington
- Alexandra Holden jako Marion Harrington
- Lin Shaye jako Laura Harrington
- Amber Smith jako kobieta w bieli
- Steve Valentine jako mężczyzna w czerni
- Billy Asher jako Brad Miller

## Festiwale filmowe
Film zaprezentowano podczas następujących festiwali filmowych:
- 2003: Francja − Gerardmer Film Festival
- 2003: Belgia − Brussels International Festival of Fantasy Films
- 2003: Francja − Cannes Film Festival
- 2003: Niemcy − München Fantasy Filmfest
- 2003: Niemcy − Hamburg Fantasy Filmfest
- 2003: Luksemburg − Cinénygma − Luxembourg International Film Festival
- 2003: Kanada − Fantasia Festival
- 2003: Hiszpania − San Sebastián Horror and Fantasy Film Festival
- 2003: Wielka Brytania − Leeds International Film Festival
- 2004: Portugalia − Fantasporto
- 2004: Hiszpania − Peñíscola Comedy Film Festival
- 2004: Francja − Paris Film Festival
- 2004: Rosja − Moscow Film Festival
- 2004: Dania − Copenhagen International Film Festival

### Nagrody i nominacje
- 2003: Brussels International Festival of Fantasy Film − nagroda Grand Prize of European Fantasy Film in Silver
- 2003: Brussels International Festival of Fantasy Film − nagroda Pegasus Audience Award
- 2003: Cinénygma − Luxembourg International Film Festival − nominacja do nagrody Grand Prize of European Fantasy Film in Gold
- 2003: Fant-Asia Film Festival − Nagroda Jury
- 2003: San Sebastián Horror and Fantasy Film Festival − Nagroda Audiencji
- 2004: Fantasporto − nominacja do nagrody International Fantasy Film Award
- 2004: Peñíscola Comedy Film Festival − nagroda w kategorii najlepsza aktorka (zwyciężczyni: Lin Shaye)
- 2004: Peñíscola Comedy Film Festival − nagroda w kategorii najlepszy film debiutancki